# Pro Co RAT

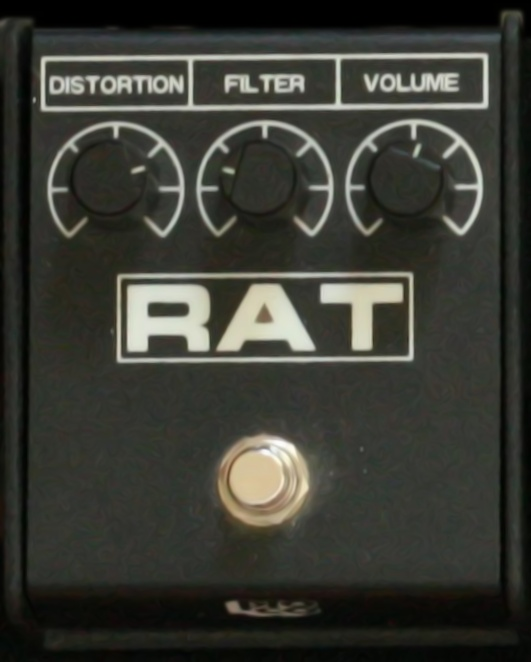
RAT 2

De Pro Co RAT is een distortion-pedaal dat eind jaren 1970 op de markt kwam en door veel beroemde gitaristen werd en wordt gebruikt.

## Geschiedenis
Midden jaren 1970 modificeerden Pro Co Sound-technici Scott Burnham en Steve Kiraly bestaande distortion- en fuzz-pedalen. Burnham besloot dat hij een beter distortionpedaal kon ontwerpen en ontwierp de “The RAT”. In 1978 werden twaalf The RAT-pedalen op bestelling gebouwd. Vanaf 1979 werd de massaproductie van de RAT gestart. In 1983 werd de behuizing aangepast.
In 1988 kwam de RAT 2 op de markt die een aan/uit indicatie-led heeft. Deze is nog steeds in productie, maar wordt sinds 2008 in China geproduceerd.
Daarnaast zijn er varianten met aangepaste circuits op de markt.
Het circuit van de RAT wordt inmiddels ook door andere (Chinese) fabrikanten gekloond. Ook zijn er high-endpedalenbouwers die het circuit als uitgangspunt namen en er hun eigen draai aan gaven.
De RAT-pedalen uit de periode tot 1988 worden tegenwoordig als “vintage” gezien en verzamelaars en liefhebbers tellen er relatief hoge bedragen voor neer.

## Ontwerp
In de originele RAT zat de LM308N OpAmp-chip. De reactietijd van deze OpAmps is betrekkelijk traag (100 microseconden, ongeveer 40 keer de reactietijd van een standaard TL-072 OpAmp) hierdoor komen de hogere frequenties niet door het OpAmpcircuit en blijft een volle toon, zonder de gemene scherpte die andere distortion pedalen uit die periode hebben, over. Dit is typerend voor de klank van de RAT. Het clippen (aftoppen van de amplitudes van het signaal) gebeurt door de zogenaamde hard-clipping techniek. Dit houdt in dat er clipping-diodes tussen de uitgang van de OpAmp en de massa zitten. De Rat heeft drie standaard regelaars van een overdrive/distortion pedaal. De gainknop heet op de RAT Distortion en regelt de intensiteit van de oversturing. De levelknop heet op de RAT Volume en regelt hoe hard het pedaal het signaal uitstuurde. De toonregelaar op de RAT is een low-pass-filter en wordt Filter genoemd. Daarmee kunnen de gemeenste hoge tonen van het overstuurde signaal worden afgefilterd waardoor een prettige klank overblijft.
De RAT lijkt technisch gezien behoorlijk op de Boss DS-1 Distortion. Toch klinken beide pedalen behoorlijk verschillend door gebruik van andere componenten. De vervorming van de RAT klinkt “warmer” terwijl de DS-1 “dunner” maar “feller” klinkt.

### Modificatie
Een veel gemaakte modificatie van de RAT is het verwijderen of met een schakelaar onderbreken van de clippingdiodes. Hierdoor ontstaat meer headroom. De oversturing ontstaat dan doordat de LM308N chip zelf in de oversturing wordt gepusht. Dit geeft een andere “rauwere” klank en maakt dat het uitgestuurde signaal harder kan worden gezet.

## Klank
De RAT heeft een distortionbereik van redelijk transparante low-gain tot volle bijna hardrock-achtige hi-gain vervorming. Het filter maakt het mogelijk om bijtende distortion, rauwe fuzz-achtige sounds en zingende ronde sologitaar-klanken voort te brengen.
David Gilmour van Pink Floyd is een van de gitaristen die dit pedaal beroemd maakte. Het pedaal werd in veel 80’s-rock gebruikt.

## Trivia
- 1978 was het jaar dat de eerste hard-clipping-distortionpedalen op de markt verschenen. Dat jaar kwamen naast de Rat nog twee klassieke hard-clipping-pedalen op de markt. De Boss DS-1 Distortion en de MXR Distortion +. Deze zijn anno 2019 alle drie nog in productie.